# Har Malkiszua
Har Malkiszua (hebr. הר מלכישוע) – najwyższy szczyt pasma wzgórz Gilboa. Wznosi się na wysokość 536 metrów n.p.m. Szczyt góry należy do Izraela. W zasięgu wzroku przebiega mur bezpieczeństwa oddzielający terytorium Izraela od Autonomii Palestyńskiej.

## Geografia
Pasmo wzgórz Gilboa rozciąga się na długości 18 km z północnego zachodu ku południowemu wschodowi, i oddziela górzystą wyżynę Samarii od Doliny Jezreel, Doliny Charod i Doliny Bet Sze’an w Dolnej Galilei. W południowej części wzgórz znajduje się ich najwyższy szczyt, Har Malkiszua. Wznosi się on na wysokość 536 metrów n.p.m. Stoki stromo opadają w kierunku wschodnim do Doliny Bet Sze’an. Jest tutaj głębokie wadi strumienia Malkiszua. Po stronie południowej wznosi się wzgórze Har Avner (499 m n.p.m.), z którego zboczy w kierunku wschodnim spływa strumień Avner. Po stronie zachodniej stoki opadają do wadi strumienia Bezek. Na północnym zachodzie wznosi się wzgórze Har Avinadav (440 m n.p.m.). Teren łagodnie opada jedynie po stronie północnej. Na samym szczycie znajduje się wioska terapeutyczna Malkiszua. W odległości około 1 km na zachód od szczytu przebiega mur bezpieczeństwa oddzielający terytorium Izraela od Autonomii Palestyńskiej.

## Turystyka
Po stronie izraelskiej przez całą długość Wzgórz Gilboa przebiega droga nr 667. Jest to malownicza trasa, często wykorzystywana przez turystów. W okolicy poprowadzono kilka szlaków turystycznych. Ze względu na bliskość granicy należy zawsze podporządkowywać się do zaleceń sił bezpieczeństwa.